# Crypteronia griffithii
Crypteronia griffithii là một loài thực vật có hoa trong họ Crypteroniaceae. Loài này được C.B.Clarke mô tả khoa học đầu tiên năm 1869.